# Велика Кокшага
Велика Кокшага (марій. Кугу Какшан)  — річка в Кіровській області і Марій Ел, ліва притока Волги. Довжина річки — 297 км, сточище — 6330 км². Живлення снігове та дощове. Льодостав з початку листопада до середини квітня.
Тече по змішаним, а в верхів'ях хвойним, заболоченим лісах. У нижній течії непрохідні болота. У межах Кіровської області розташовані селища міського типу Кікнур і Санчурськ. На території Марійської республіки великих поселень у басейні Великої Кокшаги немає, тут розташований заповідник Велика Кокшага. Річка впадає в Куйбишевське водосховище поруч із селом Кокшайськ за декілька кілометрів вище гирла Малої Кокшаги.
Притоки: Великий Кундиш.